# Jana Johanová
Jana Johanová (* 25. Oktober 2007 in Prag) ist eine tschechische Leichtathletin, die sich auf den Langstreckenlauf spezialisiert hat.

## Sportliche Laufbahn
Erste internationale Erfahrungen sammelte Jana Johanová beim Europäischen Olympischen Jugendfestival (EYOF) 2023 in Maribor, bei dem sie in 9:30,10 min die Goldmedaille im 3000-Meter-Lauf gewann. Anschließend belegte sie bei den U20-Europameisterschaften in Jerusalem in 9:37,36 min den sechsten Platz. Im Dezember wurde sie bei den Crosslauf-Europameisterschaften in Brüssel in 20:50 min 55. im U20-Rennen. 2025 belegte sie bei den U20-Europameisterschaften in Tampere in 15:50,73 min den vierten Platz im 5000-Meter-Lauf und gelangte mit 9:14,90 min auf Rang sechs über 3000 Meter.
2025 wurde Johanová tschechische Hallenmeisterin im 3000-Meter-Lauf. 

## Persönliche Bestzeiten
- 3000 Meter: 9:14,90 min, 10. August 2025 in Tampere (tschechischer U20-Rekord)
  - 3000 Meter (Halle): 9:23,48 min, 22. Februar 2025 in Ostrava
- 5000 Meter: 15:50,73 min, 7. August 2025 in Tampere (tschechischer U20-Rekord)